# Marie-Françoise de L'Espinay
Pour les articles homonymes, voir De l'Espinay.
La vicomtesse Marie-Françoise de L'Espinay, née Marie-Françoise de Gouberville le 28 novembre 1927 à Trèves et morte le 2 août 2021 à Septeuil, est une artiste peintre, dessinatrice et lithographe française.

## Biographie
Descendante du sculpteur Pierre de Francqueville (1548-1615), Marie-Françoise de Gouberville épouse le vicomte Pierre-Marie de L'Espinay (1918-1994) en 1966 à Ville-d'Avray. Elle réside au 1, rue des Amandiers à Chavenay (Yvelines). Elle est élève à l'Académie Julian à Paris, puis de René Aubert à l'école des beaux-arts de Versailles. Marie-Françoise de L'Espinay approche par celui-ci André Dunoyer de Segonzac dont il est l'ami. Ses aquarelles en énonceront l'influence. Elle pratique la lithographie à partir de 1973.
« J'ai besoin de l'émotion née d'une lumière, d'un paysage, d'une musique qui saura m'émouvoir jusqu'à l'extase » a-t-elle confié au magazine Jours de France.
Morte le 2 août 2021, Marie Françoise de L'Espinay repose au cimetière de Luçon.

## Expositions

### Expositions personnelles
- Claude Robert, commissaire-priseur, ventes de l'atelier Marie-Françoise de L'Espinay, Hôtel Drouot, Paris, 28 février 1983, 30 janvier 1984, 12 octobre 1987[4].

### Expositions collectives
- Salon des indépendants, Paris, 1984[5].
- Exposition du millénaire de Chavenay, 1984[2].

## Thèmes dans sa peinture
- Vues de Paris[6].
- Paysages des Yvelines : Bougival, Feucherolles, Saint-Nom-la-Bretèche et surtout Chavenay[6].
- Paysages d'Italie : Îles Borromées, Côme, Florence, Portofino, Ischia et surtout Venise et le carnaval vénitien[2].
- Marines : Bretagne, Vendée (Île de Noirmoutier, Jard-sur-Mer)[6].
- Portraits : Madame Jacques Mitterrand née Gisèle Baume, Général François Maurin, autoportraits[6].
- La danse[6].
- Nus[6].
- Natures mortes : compositions aux fleurs et aux fruits[2].

## Réception critique
- « La Commedia dell'arte, la fête à Venise, le monde de la danse inspirent Marie-Françoise de L'Espinay. L'artiste se fait volontiers aussi la chroniqueuse du Paris d'aujourd'hui, sans négliger pour autant son charmant village de Chavenay et l'atmosphère subtile des campagnes de l'Île-de-France. La palette est gaie : colorée sans violence et mesurée sans fadeur. Le trait, spontané et sûr, cerne en quelques lignes paysages et visages. On ne peut s'empêcher de penser à Raoul Dufy. » - Françoise de Perthuis[7]
- « Son trait précis, sa touche légère, conviennent parfaitement à ses compositions qui touchent parfois à l'anecdote. » - Dictionnaire Bénézit[8]